# Janikowo (gmina Kruszwica)
Janikowo – wieś w Polsce położona w województwie kujawsko-pomorskim, w powiecie inowrocławskim, w gminie Kruszwica. Obecnie mieszka w niej 32 mieszkańców. Jest częścią sołectwa Sokolniki.
Janikowo znajduje się na szlaku piastowskim łączącym Kruszwicę i Strzelno.

## Historia
Nieopodal miejscowości odkryto ślady osady z okresu wpływów rzymskich. Wieś niegdyś nazywała się Jankowo. Pracowali tu chłopi zajmujący się rolą i hodowlą świń.
Około 1560 roku wieś należała do pani Oborskiej, nieco później Andrzeja Janickiego. Kolejny upadek Jankowa miał miejsce w 1665 roku w wyniku wojny polsko-szwedzkiej.
W 1938 roku w miejscowości wybuchł pożar, który strawił zabudowania gospodarskie. Po II wojnie światowej mieszkańcy otrzymali ziemię z rozparcelowanego majątku rodziny Leclerc z Sukowych.
Dawniej wieś liczyła 12 domów i 96 mieszkańców (obecnie liczy 10 domów i 32 mieszkańców). Dawniej Janikowo podzielone było na 3 wioski:
- Cegiełka
- Berlinek
- Majdany

## Podział administracyjny
W latach 1975–1998 miejscowość administracyjnie należała do województwa bydgoskiego.